# Saxvliet
De Saxvliet was een zeegeul die in de Middeleeuwen toegang bood tot de haven van Hulst. Deze haven werd Saxhaven genoemd.
De Saxvliet mondde uit op een vijftal kilometer ten westen van Kloosterzande en iets ten noorden van de buurtschap Kampen, waar tegenwoordig het uitwateringskanaal in de Westerschelde uitmondt.
De Saxvliet liep voorts langs Oude Stoof, ten noorden van Stoppeldijk ongeveer ter plaatse van de Margaretse Dijk en de Havendijk en westelijk langs de huidige Havenpolder om aldus Hulst te bereiken. Het gedeelte van de kust tot Vogelfort is nog als water aanwezig en staat bekend als Oude Haven. Het fungeert tegenwoordig als uitwateringskanaal.
De Saxvliet verzandde echter al in een vrij vroeg stadium. Door de inundatie van 1585 schuurde het Hellegat uit, dat weliswaar op dezelfde plaats uitmondde, doch verder westwaarts lag. Dit werd een nieuwe toegangsweg tot de haven van Hulst.
De aanleg van de Stoppeldijkpolder in 1645 betekende het einde van de Saxvliet als vaarweg naar Hulst.